# آق‌قیزتوغای
آق‌قیزتوغای (قزاقی: Аққйзтоғай) یک منطقه مسکونی در قزاقستان است که در استان آتیرائو واقع شده‌است.